# Route Rièzes et Sarts
De Route Rièzes et Sarts is een bewegwijzerde toeristische autoroute in Wallonië. De 62 kilometer lange route is bewegwijzerd met zeshoekige bruine borden. De route loopt door de  Couvin, Cul-des-Sarts, Brûly-de-Pesche.